# Mistrovství Asie a Oceánie v ledním hokeji do 18 let 1996
Mistrovství Asie a Oceánie v ledním hokeji do 18 let 1996 byl třináctý asijský U18 turnaj v ledním hokeji. Konal se od 19. do 22. března 1996 v Öskemenu ve Východokazachstánské oblasti v Kazachstánu. Turnaje se zúčastnila čtyři družstva, která hrála jednokolově každé s každým. Vítězství si připsali junioři domácího Kazachstánu před juniory Jižní Koreje a juniory Japonska.

## Výsledky
|    |             | Kazachstán | Jižní Korea | Japonsko | Čína | V | R | P | VG | OG | B |
| 1. | Kazachstán  | ***        | 9:4         | 8:4      | 15:0 | 3 | 0 | 0 | 32 | 8  | 6 |
| 2. | Jižní Korea | 4:9        | ***         | 4:2      | 5:3  | 2 | 0 | 1 | 13 | 14 | 4 |
| 3. | Japonsko    | 4:8        | 2:4         | ***      | 5:1  | 1 | 0 | 2 | 11 | 13 | 2 |
| 4. | Čína        | 0:15       | 3:5         | 1:5      | ***  | 0 | 0 | 3 | 4  | 25 | 0 |